# 樋口銀太郎
樋口 銀太郎（ひぐち ぎんたろう、生没年不詳）とは明治時代の地本問屋。

## 来歴
日本橋区馬喰町2丁目7番地で明治期に地本問屋を営業しており、楊洲周延、中澤年章の錦絵を出版している。

## 作品
- 楊洲周延 「今様梅花の賑ひ」 1879年（明治12年）
- 中澤年章 「女礼裁縫之図」 大判3枚続 1895年（明治28年）
- 中澤年章 「弁慶韃靼の剛将幹哩毘を討つの図」大判3枚続 1896年（明治29年）
- 中澤年章 「太田道灌山吹の里」 大判3枚続 明治29年
- 中澤年章 「源平盛衰記」 大判3枚続 1897年明治30年
- 中澤年章 「教訓歴史画解」 大判3枚続 明治30年